# Chengdu Greenland Tower
Il Chengdu Greenland Tower è un grattacielo in costruzione situato a Chengdu, nel Sichuan, in Cina. Avrà un'altezza prevista di 468 metri con 101 piani. La costruzione è iniziata nel 2014 e doveva concludersi nel 2018, ma l'ultimazione è stata rinviata al 2023. Progettato da Adrian Smith e Gordon Hill, al completamento diventerà l'edificio più alto di Chengdu e della Cina sudoccidentale.

## Architettura
Il grattacielo costituisce una componente centrale di un complesso più grande, il Chengdu Greenland Centre, che sarà costituito da altri due grattacieli più piccoli da 173 e 166 metri.
Gli spazi per uffici per un totale di 120 000 metri quadrati saranno situati nella parte inferiore della struttura, i piani centrali ospiteranno un hotel di lusso di 51 000 metri quadrati, mentre nella parte superiore, ci saranno 42 000 metri quadrati utilizzato per appartamenti.